# Fußball-Europameisterschaft 1960/Frankreich
Dieser Artikel behandelt die französische Nationalmannschaft bei der Fußball-Europameisterschaft 1960.

## Qualifikation
Zu dieser ersten Austragung der Europameisterschaft gab es keine Qualifikationsgruppen, sondern die vier Teilnehmer des Endturnieres wurden in einer Vorausscheidung – in der sich die Tschechoslowakei gegen Irland durchsetzte – sowie den anschließenden Achtel- und Viertelfinalrunden im K.-o.-System (jeweils mit Hin- und Rückspielen) ermittelt. Diese Vorrunden begannen schon nach der Weltmeisterschaft 1958 und zogen sich bis in den Juni 1960 hin.
Im Achtelfinale schaltete Frankreich Griechenland aus, machte dabei im Hinspiel in Paris (Oktober 1958) mit einem 7:1 bereits alles klar – Torschützen der Bleus waren Vincent, Fontaine, Cisowski (je 2) und Kopa –, so dass in Athen (Dezember 1958) ein 1:1 (Treffer durch Bruey) genügte.

Im Viertelfinale hieß der Gegner Österreich. Erneut hatte Frankreich zunächst Heimrecht und gewann im Dezember 1959 deutlich mit 5:2 (3 Tore durch Fontaine, 2 durch Vincent). Im März 1960 in Wien behielt die Équipe tricolore mit 4:2 die Oberhand, wobei Marcel, Rahis, Heutte und Kopa die fehlenden Torschützen des Hinspiels erfolgreich vertraten. Somit war das Gastgeberland der Endrunde an dieser auch sportlich beteiligt.

## Französisches Aufgebot
| Nummer / Name | Nummer / Name                    | Damaliger Verein | Geburtstag | Spiele   | Tore     |
| Torhüter      | Torhüter                         | Torhüter         | Torhüter   | Torhüter | Torhüter |
| ------------- | -------------------------------- | ---------------- | ---------- | -------- | -------- |
|               | Georges Lamia                    | OGC Nizza        | 14.03.1933 | 1        | 0        |
|               | Jean Taillandier                 | Racing Paris     | 22.01.1938 | 1        | 0        |
| Abwehr        |                                  |                  |            |          |          |
|               | André Chorda                     | OGC Nizza        | 20.02.1938 | 1        | 0        |
|               | Robert Herbin                    | AS Saint-Étienne | 30.03.1939 | 1        | 0        |
|               | Robert Jonquet                   | Stade Reims      | 03.05.1925 | 1        | 0        |
|               | Bruno Rodzik                     | Stade Reims      | 29.05.1935 | 2        | 0        |
|               | Jean Wendling                    | Stade Reims      | 29.04.1934 | 1        | 0        |
| Außenläufer   |                                  |                  |            |          |          |
|               | René Ferrier                     | AS Saint-Étienne | 07.12.1936 | 1        | 0        |
|               | Jean-Jacques Marcel              | SC Toulon        | 13.06.1931 | 2        | 0        |
|               | Robert Siatka                    | Stade Reims      | 20.06.1934 | 1        | 0        |
| Stürmer       |                                  |                  |            |          |          |
|               | Yvon Douis                       | Le Havre AC      | 16.05.1935 | 1        | 0        |
|               | Pierre Grillet                   | Racing Paris     | 21.03.1932 | 0        | 0        |
|               | François Heutte                  | Racing Paris     | 21.02.1938 | 2        | 2        |
|               | Lucien Muller                    | Stade Reims      | 03.09.1934 | 1        | 0        |
|               | Paul Sauvage                     | FC Limoges       | 17.03.1939 | 0        | 0        |
|               | Michel Stievenard                | Racing Lens      | 21.09.1937 | 2        | 0        |
|               | Jean Vincent                     | Stade Reims      | 29.11.1930 | 2        | 1        |
|               | Maryan Wisnieski                 | Racing Lens      | 01.02.1937 | 2        | 1        |
| Trainer       |                                  |                  |            |          |          |
|               | Albert Batteux                   |                  | 02.07.1919 |          |          |
|               | Georges Verriest (Sélectionneur) |                  | 15.07.1909 |          |          |

## Spiele der französischen Mannschaft
Die Franzosen hatten zahlreiche verletzte Spieler zu beklagen, insbesondere den Ausfall ihrer drei damaligen Reimser Stürmerstars Kopa, Piantoni und des WM-Torschützenkönigs Fontaine sowie des „tragischen Helden“ Cisowski, der nach der WM von 1958 auch die EM 1960 verpasste: „Statt seiner Heldenelf von 1958 musste Batteux … ein hoffnungsvolles Rumpfteam aufs Feld schicken“.

### Halbfinale
Frankreich –  Jugoslawien 4:5 (2:1)
Am 6. Juli im Parc des Princes von Paris vor 26.370 Zuschauern; SR: Grandain (Belgien):
0:1 Galić (11.), 1:1 Vincent (12.), 2:1 Heutte (43.) – 3:1 Wisnieski (52.), 3:2 Žanetić (55.), 4:2 Heutte (62.), 4:3 Knez (75.), 4:4 Jerković (78.), 4:5 Jerković (79.)

### Spiel um Platz 3
Frankreich –  Tschechoslowakei 0:2 (0:0)
Am 9. Juli im Stade Vélodrome von Marseille vor 9.440 Zuschauern; SR: Jonni (Italien):
0:1 Bubník (58.), 0:2 Pavlovič (88.)